# Ernst Kolman
Ernst Kolman, russisch Арношт Яромирович Кольман, Transkription Arnoscht Jaromirowitsch Kolman,  (* 6. Dezember 1892 in Prag; † 22. Januar 1979 in Stockholm) war ein sowjetischer marxistischer Philosoph, der berüchtigt war für seine Rolle bei der kommunistischen Gleichschaltung der Wissenschaften in der Sowjetunion in den 1920er und 1930er Jahren. Später wirkte er wieder in seiner Heimat Prag.

## Leben
Kolman stammte aus einer jüdischen Prager Familie und studierte ab 1910 am Polytechnikum in Prag, wobei er auch mathematische Vorlesungen an der Karls-Universität Prag hörte (vermutlich hörte er in dieser Zeit auch bei Albert Einstein, der 1911/12 an der Deutschen Universität lehrte, er ließ sich später als Einstein-Schüler bezeichnen). Im Ersten Weltkrieg kämpfte er in der österreichisch-ungarischen Armee und wurde von den Russen gefangen genommen. In der russischen Revolution schloss er sich den Bolschewiki an und war KP-Funktionär in der Roten Armee und in der Kommunistischen Internationale. Ab 1923 war er KP-Funktionär in Moskau und beaufsichtigte dort den Wissenschaftsbereich. 1926 wurde er Leiter des Verlags Moskauer Arbeiter. 1931 kam er an das Marx-Engels-Lenin-Institut in Moskau als Leiter der Abteilung Marx. Zuvor war der Direktor Rjasanow verhaftet worden, da er vorgeblich Manuskripte von Marx unterdrückte (er war von deren Qualität insbesondere im mathematischen Bereich nicht überzeugt).
Als 1930 Dmitri Fjodorowitsch Jegorow, einer der führenden sowjetischen Mathematiker und Gründer der Moskauer Schule der reellen Analysis, wegen ideologischer Abweichung verhaftet wurde, übernahm Kolman 1930 bis 1932 vorübergehend von ihm die Leitung der Moskauer Mathematischen Gesellschaft. In einem Zeitungsartikel in Boschewik von 1931 mit dem Titel Diversion in der Wissenschaft leitete er eine Kampagne gegen bürgerliche Diversanten ein – ein Merkmal solcher Abweichler waren nach Kolman ein liberales Verhältnis und unkritische Anbetung bürgerlicher Professorengelehrsamkeit. Erstes Opfer war der Leiter der Abteilung Naturwissenschaften bei der Großen Sowjetenzyklopädie W. F. Kagan, der durch A. A. Maximow ersetzt wurde. Kolman selbst übernahm die Unterabteilung Mathematik und in der Unterabteilung Physik wurde Abram Fjodorowitsch Joffe der Philosoph Boris Michailowitsch Hessen beigeordnet (Verfasser des rückwärtsgewandten Artikels Äther in der Großen Sowjetenzyklopädie). 1936 war er auch führend an der Lusin-Affäre beteiligt, der Entmachtung des zweiten Haupts der Moskauer Analysis-Schule Nikolai Lusin, die durch anonyme Angriffe in der Prawda vorangetrieben wurde, die wahrscheinlich von Kolman stammten. Ebenso war er an der Zerschlagung der Schule des Wissenschaftsphilosophen Abram Moissejewitsch Deborin beteiligt.
1932 wurde er Direktor einer Fachhochschule für Parteikader, 1933 Mitglied des Präsidiums der Parteihochschule und 1934 – nachdem er den Doktor in Philosophie erhalten hatte – Philosophieprofessor an der Lomonossow-Universität. 1939 erhielt er außerdem eine ordentliche Professur für Mathematik an der Lomonossow-Universität und wurde Mitarbeiter des Instituts für Philosophie der Akademie der Wissenschaften und Leiter der Abteilung Dialektischer Materialismus. Ab den frühen 1930er Jahren war er im Herausgebergremium der Zeitschrift Unter dem Banner des Marxismus (Russisch), was er bis 1943 blieb (1944 wurde die Zeitschrift eingestellt). Anfang des Zweiten Weltkriegs bat ihn Stalin persönlich ein Buch über Logik zu schreiben. Im Zweiten Weltkrieg arbeitete er mit der sowjetischen Propaganda gegen die Nationalsozialisten zusammen.
Nach dem Zweiten Weltkrieg wurde Kolman in die Tschechoslowakei entsandt als Leiter der Propagandaabteilung der KP und Professor der Philosophie an der Karls-Universität. Dabei kam es zu öffentlichen philosophischen Auseinandersetzungen mit dem angesehenen Prager Philosophen Jan Blahoslav Kozák, der sich für nationale Selbständigkeit und westliche philosophische Traditionsanknüpfung in Prag einsetzte. Als er 1948 auf einem Treffen des Zentralkomitees der KP in der Tschechoslowakei deren Linie kritisierte, da ihm die Entwicklung zum Kommunismus nicht schnell genug voranging, wurde er in die UdSSR zurückbefohlen und zu 25 Jahren Gefängnis verurteilt. Er blieb bis zu Stalins Tod 1953 in Haft und war dann am Institut für Geschichte der Naturwissenschaft und Technik der sowjetischen Akademie der Wissenschaften. Später lebte er einige Jahre wieder in der Tschechoslowakei (1959 bis 1963, er war Direktor des Instituts für Philosophie der tschechoslowakischen Akademie der Wissenschaften). Nach Kritik an seiner Rede auf einem tschechoslowakischen Schriftstellertreffen (die einigen Ideologen in der Tschechoslowakei als zu revisionistisch galt) 1963 verlor er seine Ämter und kehrte nach Moskau zurück und arbeitete wieder am Institut für Geschichte der Naturwissenschaft und Technik. Er wandte sich später vom Kommunismus ab und suchte 1976 in Schweden Asyl und wurde deshalb im selben Jahr aus der tschechoslowakischen Akademie der Wissenschaften entfernt. Er schrieb ein kritisches Buch über den Kommunismus in Form einer Autobiographie (Die verirrte Generation. So hätten wir nicht leben sollen, Fischer Taschenbuch 1979, 2. Auflage 1982) und einen offenen Brief an Breschnew seine Abkehr vom Kommunismus betreffend, das ihm eine begrenzte Aufmerksamkeit im Westen verschaffte. 
Er schrieb unter anderem über Marx und Hegels Verhältnis zur Mathematik und auch einige mathematikhistorische Arbeiten (unter anderem zu Bernard Bolzano) und veröffentlichte über mathematische Logik. Er versuchte in der Sowjetunion die Mathematik auf eine marxistische Grundlage zu stellen, in seinen Werken findet sich aber wenig Substanzielles zur Mathematik und Mathematikphilosophie, er zog philosophische Diskussionen zu den Begriffen Wahrscheinlichkeit und Zufälligkeit vor. In der Sowjetunion wandte er sich in den 1930er Jahren gegen religiöse und idealistische Strömungen, die er bei einigen führenden Mathematikern ausmachte (vor allem aus Moskau, der 1924 verstorbene Pawel Alexejewitsch Nekrassow, Jegorow, Lusin). Unter seinem Einfluss veröffentlichte der Mathematiker und KP-Aktivist Michail Orlow (1900–1936), der vor allem in der Ukraine aktiv war, 1933 das Buch Mathematik und Religion. Kolman war anfangs der Kybernetik gegenüber kritisch eingestellt, wurde aber später zu einem der ersten marxistischen Philosophen, die deren Nützlichkeit verteidigten und seine ursprüngliche Kritik nur gegenüber der „idealistischen“ Interpretation zugeschrieben wissen wollte.
Laut Angaben in seiner Autobiographie stammen aus seiner Feder rund 560 Veröffentlichungen.
Er trug auf dem Internationalen Mathematikerkongress in Zürich 1932 vor (Über Marxens Begründung der Differentialrechnung, Funktionen quaternionaler Veränderlichen).